# Aksys Games
Aksys Games é uma produtora de jogos eletrônicos fundada por Akibo Shieh em 2006. A companhia tem uma vasta experiência em tradução de animes e jogos de videogames da língua japonesa para o idioma inglês e publicar jogos eletrônicos para consoles, em especial RPGs. A meta da companhia é continuar provendo interatividade em entretenimentos para o mercado estadunidense.
A Aksys Games se tornou completamente uma publicadora de jogos eletrônicos com o anúncio de com o anúncio Eagle Eye Golf para PlayStation 2. Ela exprimiu um desejo de publicar para todas as plataformas atuais de Microsoft, Nintendo, e Sony.
O nome da companhia é derivado da Arc System Works na qual ela tem sociedade (Arc System Works).